# Bruno Schulz
Bruno Schulz (Drohóbych, Ucrania, 12 de julio de 1892–íbid., 19 de noviembre de 1942) fue un escritor, artista gráfico, pintor, dibujante y crítico literario polaco de origen judío, reconocido como uno de los mayores estilistas de la prosa polaca del siglo XX.

## Biografía
Schulz nació en Drohobycz, cerca de Lviv (la capital de Galitzia bajo el Imperio austrohúngaro), en una familia de judíos asimilados. Fue el último de los hijos de Jakub Schulz, propietario de una tienda textil, y de Henrietta Kuhmärker, hija de una familia de mayoristas dedicados a la venta de madera y propietarios de un aserradero en Drohobycz. Los padres de Schulz no cultivaron tradiciones judías y en su casa hablaban solamente en polaco. 
En el año 1910 supera el examen de bachillerato y es calificado con un sobresaliente. Su diploma de bachiller lleva la anotación: “Capacitado para los estudios universitarios”. Aconsejado por sus familiares, Schulz no se matricula en la facultad de Bellas Artes sino en la de Arquitectura del instituto politécnico de Lwów. A consecuencia de la enfermedad del señor Jakub, los padres venden la casa y el negocio y se trasladan a la vivienda de su hija (casada) Hanna Hoffman, a la calle Bednarska.
Schulz, una vez finalizado el primer año, y después de examinarse, interrumpe sus estudios universitarios debido a una enfermedad del corazón y los pulmones; en verano regresa a casa y más tarde ingresa como convaleciente en un sanatorio de Truskawiec. 
En 1913 Schulz vuelve a Lwów y reinicia sus estudios; al año siguiente supera el examen oficial de una asignatura en la Universidad. Sus estudios se ven interrumpidos por el estallido de la I guerra mundial. Regresa a casa. Acompañado de sus familiares marcha a Viena, donde participa en los cursos de arquitectura del instituto politécnico vienés y frecuenta la Academia de Bellas Artes. Después de unos meses toda la familia vuelve a Drohobycz. El 23 de junio de 1915 muere a los 69 años el señor Jakub, padre de Schulz. 
Schulz entra en contacto con el grupo “Kalleia” (Las cosas bellas), formado por jóvenes apasionados del arte, procedentes de la intelligentzia judía de Drohobycz. En los años posteriores su formación es autodidacta; lee y pinta mucho.
Comienza a preparar los grabados para el ciclo Xięga bałwochwalcza (El Libro Idólatra).
Después de varios intentos Schulz empieza a dar clases de dibujo en el instituto «Władysław Jagiełło», con empleo estable.
Conoce a Witkacy cuando este viene a Drohobycz para hacerle un retrato fantástico.
Entre los años 1926 y 1931 participa en diversas exposiciones de dibujos, grabados y pinturas al óleo (Truskawiec, Lwów, Cracovia). Viaja a Varsovia, y por mediación de sus amigos conoce a Zofia Nałkowska, que tras leer sus escritos se convierte en gran protectora de su obra.
En diciembre publica su primer relato titulado Los pájaros en «Wiadomości Literackie» ; al mismo tiempo la editorial «Rój» publica Las tiendas de canela fina.
Su obra Las tiendas de canela fina es muy bien acogida por Nałkowska, Witkacy, Berent, Miriam, Przasnycki, Staff, Tuwim y Wittlin.
Mantiene contactos con Witkacy, los inicia con Gombrowicz y Wittlin. Se publican en las revistas literarias sus relatos: El segundo otoño («Kamena»), La noche de Julio («Sygnały»), y La época genial («Wiadomości Literackie»).
En 1935 muere en Lwów Izydor Schulz, hermano mayor de Bruno. Desde entonces, Bruno tiene que hacerse cargo de toda la familia.
Con su novia Józefina Szelińska se dedican a traducir juntos El proceso de Franz Kafka. En la revista «Pion» se publica el ensayo de Witkacy titulado “Twórczość literacka Brunona Schulza” (La obra literaria de Bruno Schulz), y en «Tygodnik Ilustrowany» aparece “Wywiad z Brunonem Schulzem” (Entrevista con Bruno Schulz).
En las revistas literarias se publican sus relatos: El libro («Skamander»), Dodo («Tygodnik Ilustrowany»), un fragmento de La primavera («Kamena»), El sanatorio de la clepsidra («Wiadomości Literackie»), Edzio («Tygodnik Ilustrowany»), El jubilado («Wiadomości Literackie»). Y algunos ensayos: A Stanisław Ignacy Witkiewicz («Tygodnik Ilustrowany»), Así nacen las leyendas («T. Ilustrowany»).
La editorial «Rój» publica la traducción de El proceso, de Kafka, firmada por Schulz. El escritor prepara el segundo volumen de sus relatos bajo el título El sanatorio de la clepsidra.
Inicia una colaboración fija con la revista literaria «Wiadomości Literackie»; Schulz hace reseñas para ese semanario. En la prensa literaria aparecen sus textos críticos y relatos: De mí mismo (revista «Studio»), este relato aparece en la obra El sanatorio de la clepsidra con el título La soledad; La última escapada de mi padre y La estación muerta (ambos en «Wiadomości Literackie»), y también las cartas abiertas a Gombrowicz en la revista «Studio».
Escribe en idioma alemán un relato de 30 páginas: Die Heimkehr, de tema similar a El sanatorio de la clepsidra, con el fin de interesar con su obra a las editoriales alemanas.
La editorial «Rój» publica en 1937 El sanatorio de la clepsidra.
En las revistas literarias aparecen numerosas reseñas hechas por Schulz.
En el verano de 1938 Schulz viaja a París vía Italia (para evitar atravesar el territorio del Tercer Reich). Schulz lleva consigo cerca de 100 dibujos pero no llega a exponerlos, pues en esa época de vacaciones no encuentra a nadie que pueda ayudarle a dar a conocer su obra.
En otoño se le concede el premio «Złoty Wawrzyn Polskiej Akademii Literatury» (Laurel de Oro de la Academia Polaca de Literatura).
Durante ese año publica los relatos El cometa («Wiadomości Literackie») y La patria («Sygnały»), el ensayo sobre Ferydurke de Gombrowicz en («Skamander») y un folletín sobre Egga van Haardt («Tygodnik Ilustrowany»), modificado por ella sin consentimiento del autor.
Schulz sufre de depresión psíquica a causa de sus problemas personales, de la situación política y el creciente antisemitismo, y también por el duro trabajo en la escuela.
1 de septiembre de 1939: Alemania invade Polonia y el 11 de septiembre el ejército alemán entra en Drohobycz y lleva a cabo los primeros actos de criminalidad contra los judíos. 17 de septiembre: entra el ejército ruso en Drohobycz. 24 de septiembre: los alemanes se retiran de Drohobycz dejando esos territorios al ejército de la URSS. Schulz sigue enseñando en las mismas escuelas bajo mando ruso.
Mientras tanto participa en una exposición de pintura en la Asociación de Artistas Plásticos de Lwów.
22 de junio de 1941: Alemania invade a la URSS. 1 de julio: el ejército alemán ocupa por segunda vez Drohobycz. Cierran las escuelas. Schulz pierde el trabajo. Comienzan las represalias contra los judíos. Todos los judíos de 16 a 65 años de edad son obligados a trabajar para los alemanes. Leyes draconianas introducen el trabajo forzado y dejan a los judíos fuera de la sociedad. Comienza la exterminación de los judíos y expoliación de sus bienes.
Schulz está bajo la “protección” del oficial de la SS Feliks Landau, quien se aprovecha de sus cualidades de pintor. Hace murales en las paredes de la habitación del hijo pequeño de Landau, en la “Reitschule” y en el casino de la Gestapo.
Acto seguido trasladan a los judíos al gueto. Schulz con sus familiares es desplazado a una casa en ruinas de la calle Stolarska 18. Empieza a guardar sus manuscritos y dibujos en varias cajas y se las entrega a sus amigos de fuera del gueto. Enferma. Intenta recuperarse en un ambulatorio judío. Está desnutrido y sufre una profunda depresión.
Consigue papeles falsos con ayuda de sus amigos de Varsovia. Pretende escapar. Prepara su huida de Drohobycz. Con el apoyo de la «Judenrat» trabaja durante unos meses catalogando las bibliotecas polacas confiscadas por los soviéticos y después por los alemanes. 
19 de noviembre de 1942: Schulz intenta escapar de Drohobycz con papeles falsos y la ayuda económica de sus amigos. Hacía las 11 de la mañana se dirige a la «Judenrat» para recoger su ración de alimentos y coincide con una «acción salvaje» de la Gestapo contra los judíos. Muere asesinado de un disparo, ejecutado por Karl Günter, miembro de la Gestapo y antagonista de Landau.

## Tras su muerte
La Segunda Guerra Mundial no sólo decidió sobre la vida de Schulz, sino que también resultó una experiencia cruel y destructiva para su creación.
Han sido Artur Sandauer y Jerzy Ficowski los primeros en proyectar la obra de Schulz universalmente. 
En los años cincuenta Sandauer publicó un esbozo titulado La realidad degradada (Tratado sobre la prosa de Bruno Schulz), que por mucho tiempo marcó una forma de interpretar los relatos de Schulz. Es éste un texto brillante que presenta a Schulz como rapsoda de varias derrotas: derrota de la jerarquía del antiguo comercio, derrota de la raza judía, derrota erótica del hombre.
Ficowski dedicó toda su vida a reunir documentación, buscar manuscritos y dibujos desconocidos hasta entonces, reconstruir la biografía del escritor basándose en las conversaciones con los pocos amigos que sobrevivieron a la guerra y con los escasos familiares de Schulz. Es autor del primer libro biográfico sobre Schulz: Regiony wielkiej herezji (Regiones de la gran herejía) Se trata de un libro muy especial, porque cada reedición del mismo contiene nuevas informaciones, precisiones o modificaciones. El investigador de la vida literaria de Schulz tiene que sacrificarse para conocerla, antes tiene que encontrar una huella, relacionada con los datos ya existentes y en muchos casos recopilar y reconstruir esos “descubrimientos”. Ficowski no se limitó a escribir las Regiones de la gran herejía; a continuación escribió un revelador ensayo titulado Sobre Las tiendas de canela fina, y cuidó con el mayor esmero las ediciones de la Correspondencia y El libro idólatra, e igualmente un breve texto titulado Cartas y fragmentos. Recuerdos sobre el escritor.
Actualmente, los más destacados investigadores de la obra de Schulz son: Jerzy Jarzębski, Władysław Panas, Stefan Chwin, Włodzimierz Bolecki, Stanisław Rosiek, Henri Lewi, Shalom Lindenbaum, Jan Bloński y Eugenia Prokopiec-Janiec.
Schulz, como ocurre con la mayoría de los grandes maestros del lenguaje, atrae a directores teatrales y cinematográficos, inspirándoles a la creación de espectáculos. Pero el escenario y la pantalla no llegan a abarcar la narración, y la narrativa es la base de la prosa schulziana. El diálogo es un elemento suplementario, a veces ni existe.
La mayor colección de obras gráficas de Schulz (alrededor de trescientas piezas) se encuentra en el Museo de Literatura Adam Mickiewicz de Varsovia (Muzeum Literatury im. Adama Mickiewicza w Warszawie).
[Esta biografía ha sido elaborada sobre la base de la “Cronología de la vida y obra de Bruno Schulz” de Jerzy Ficowski, del tomo Bruno Schulz 1892-1942. Katalog-pamiętnik wystawy Bruno Schulz. Ad Memoriam (Bruno Schulz 1892-1942. Catálogo-memoria de la exposición Bruno Schulz. Ad Memoriam) editado por el Museo de Literatura Adam Mickiewicz, de Varsovia, redacción de W. Chmurzyński, Varsovia 1995 y el ensayo biográfico de Jerzy Jarzębski Schulz, Wydawnictwo Dolnośląskie, Wrocław 1999].

## Adaptaciones más destacadas

### Cinematográficas
- Sanatorium pod Klepsydrą (El sanatorio de la clepsidra), de Wojciech Has, Polonia, 1973
- The Street of Crocodiles (La calle de los cocodrilos), de los hermanos Stephen y Timothy Quay, USA 1986
- Bruno Schulz, de Jens Carl Ehlers con escenografía de Allan Starski, Alemania-Gran Bretaña, 1987
- Republik der Träume (La república de los sueños), de Jens Carl Ehlers con escenografía de Allan Starski y música de Zygmunt Konieczny, Alemania-Polonia, 1992

### Teatrales
- Sanatorium pod Klepsydrą (El sanatorio de la clepsidra), Estudio de pantomima del instituto politécnico de Szczecin, Polonia 1971
- Umarła klasa (La clase muerta - obra inspirada en relatos de Schulz), de Tadeusz Kantor, 1975
- Sklepy cynamonowe (Las tiendas de canela fina), de Ryszard Major, Polonia 1976
- Republika marzeń (República de los sueños), de Rudolf Zioła, 1987
- Sanatorium pod Klepsydrą (El sanatorio de la clepsidra), de Jan Peszek, Polonia y Japón 1994

## Edición en castellano
- Las tiendas de color canela. Barcelona, Seix Barral, 1972. Traducción: Salvador Puig. - 187 p.
- Sanatorio bajo la clepsidra. Barcelona, Montesinos, 1986. Vers. castellana de Elzbieta Bartkiewicz y Juan C. Vidal. - 265 p.
- Las tiendas de color canela. Madrid, Debate, 1991. Vers. castellana de Salvador Puig. - 196 p.
- Obras completas. Madrid, Siruela, 1993. Vers. castellana de Juan Carlos y Elsbieta Vidal. - Reeditado en 1998.
- El Libro Idólatra [Texto: Jerzy Ficowski]. Vigo, Maldoror ediciones, 2003. Traducción: Jorge Segovia y Violetta Beck. - 81 p.
- El sanatorio de la clepsidra. Vigo, Maldoror ediciones, 2003. Traducción: Jorge Segovia y Violetta Beck. - 222 p.
- Las tiendas de canela fina. Vigo, Maldoror ediciones, 2003. Traducción: Jorge Segovia y Violetta Beck. - 135 p.
- Ensayos críticos. Vigo, Maldoror ediciones, 2004. Traducción: Jorge Segovia y Violetta Beck. - 147 p.
- La república de los sueños. Vigo, Maldoror ediciones, 2005. Traducción: Jorge Segovia y Violetta Beck. - 93 p.
- Correspondencia. Vigo, Maldoror ediciones, 2008. Traducción: Jorge Segovia y Violetta Beck. - 185 p.
- Madurar hacia la infancia. Madrid, Siruela, 2008. Traducción: Elzbieta Bortkiewicz Morawska y María Cóndor. - 532 p.
- La Primavera. Vigo, Maldoror ediciones, 2009. Traducción: Jorge Segovia y Violetta Beck. - 113 p.
- Opera Omnia I. Relatos: Las Tiendas de Canela Fina; El Sanatorio de la Clepsidra; La República de los Sueños. Vigo, Editorial Elvira, 2014. Traducción: Jorge Segovia y Violetta Beck. - 583 p.
- Undula. Málaga, Editorial Pálido Fuego, 2021. Traducción: José Luis Amores. - 32 p.